# Gippsland sud

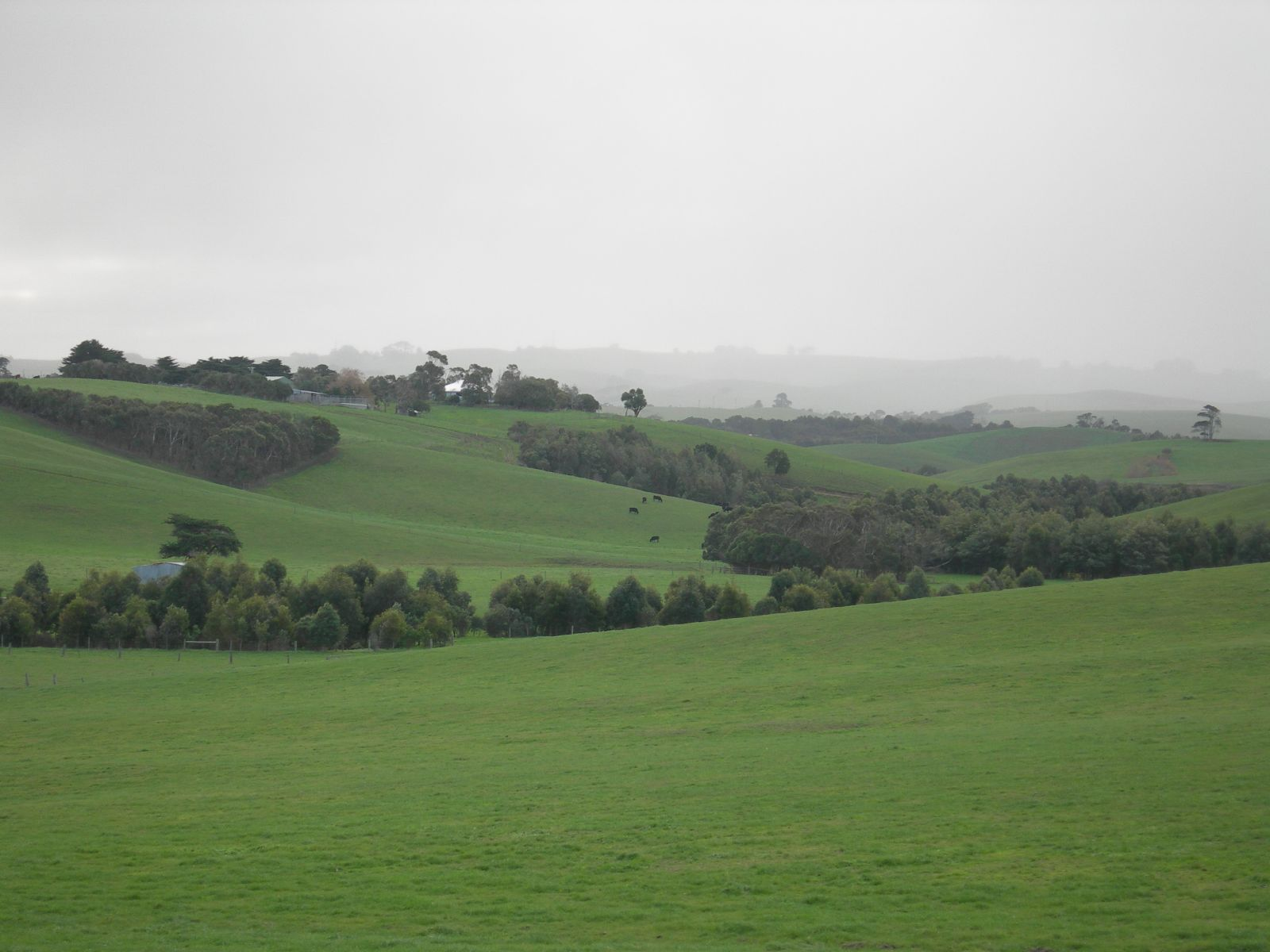
Paturage à Kilcunda.

Le Gippsland sud est une section de la région de Gippsland de l'État de Victoria en Australie. Elle est une région constitué de collines basses et vallonnées qui descendent vers la côte au sud et la vallée Latrobe au nord. Bien arrosées et verdoyantes, les collines de granit se poursuivent vers la péninsule de Wilson, le point le plus méridional de l'État et de l'Australie continentale. 
Les rivières sont généralement très courtes et impossibles à endiguer en raison du manque de sites potentiels pour en faire des réservoirs. Les eaux souterraines sont cependant de bonne qualité est facilement disponible. Les principales industries sont la foresterie et de l'élevage laitier. Les principales villes sont Cowes (sur Phillip Island), Leongatha, Korumburra, Wonthaggi et Foster.
Le parc national du promontoire de Wilson, le site le plus connu de la région, est formé de forêts pluviales et d'eucalyptus, ainsi que de plages très prisées. Il est donc l'un des lieux de villégiature les plus populaires de Victoria. Phillip Island, lié au continent via un pont à San Remo, est aussi une destination touristique majeure pour ses plages de surf, la parade nocturne des manchots pygmés et le Circuit de Phillip Island. Il y a 12 000 ans, la région faisait partie d'un pont terrestre vers la Tasmanie dont les restes est constitué de l'archipel Furneaux. Un traversier relie Welshpool à l'île Lady Barron de l'archipel.